# Nhiek Tioulong

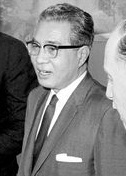
Nhiek Tioulong (1908-1996)

Samdech Konhcharathipadei Nhiek Tioulong (Khmer: ញឹក ជូឡុង) (Phnom Penh 23 augustus 1908 - Brits Hongkong 9 juni 1996) was een Cambodjaans politicus. Van 13 februari tot 6 augustus 1962 diende hij als premier van Cambodja onder prins Norodom Sihanouk, het staatshoofd.

## Biografie
Afkomstig uit een familie van mandarijnen van Chinese afkomst, volgde hij onderwijs aan het Sisowath Lyceum van Phnom Penh en de Chasseloup Laubat school in Saigon om vervolgens in staatsdienst te treden. In 1937 werd hij gouverneur van de provincie Pouthisat en van 1939 tot 1941 was hij gouverneur van Kampong Cham. In 1945 was hij korte tijd gouverneur van de hoofdstad en van 14 augustus tot 16 oktober 1945 was hij minister van Onderwijs in de voorlopige regering die was gevormd onder Son Ngoc Thanh en onder diens opvolger prins Sisowath Monireth was hij van 17 oktober 1945 tot 14 december 1946 minister van Financiën. Vervolgens vertegenwoordigde hij de Cambodjaanse regering bij de Franse Hoge Commissaris in Saigon, Frans-Indochina en later Cambodjaans vertegenwoordiger bij de Franse Unie in Parijs (1948-1949).
In 1947 was Tioulong met generaal Lon Nol oprichter van de rechtse en conservatieve Partij van de Khmerrenovatie, die bij de verkiezingen van dat jaar geen zetel wist te winnen, maar vier jaar later twee zetels wist te winnen.
Op 22 november 1949 bevorderde koning Norodom Sihanouk Nhiek Tioulong tot kolonel en chef-staf van het Cambodjaanse leger en in mei 1950 werd hij gouverneur van de provincie Battambang, om vervolgens weer minister van Financiën te worden (1951). Hij was hoofdonderhandelaar namens de regering met de Fransen, dat in 1953 uitmondde in de onafhankelijkheid van Cambodja. Een loyaal dienaar van Sihanouk, werd hij door de laatste beloond met diverse ministersposten: minister van Informatie (1951); minister van Openbare Werken en Communicatie (1953); minister van Buitenlandse Zaken (1954) en minister van Defensie (1954; met de rang van generaal).

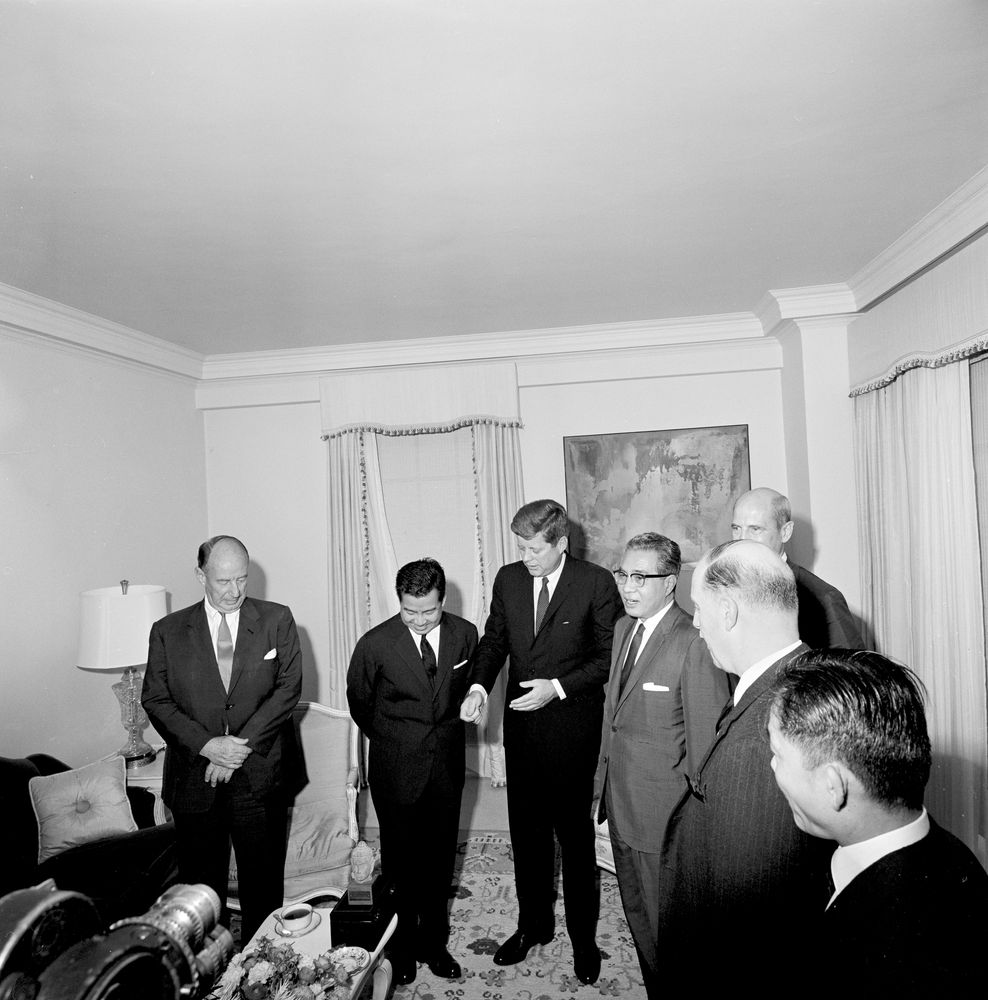
Prins Norodom Sihanouk (tweede van links) en Nhiek Tioulong (vierde van links) met de Amerikaanse president John F. Kennedy tijdens een bezoek aan New York

Tioulong's Partij van de Khmerrenovatie ging in 1955 op in Sangkum, de partij van Norodom Sihanouk, die de enige partij van het land zou worden. Sihanouk benoemde Tioulong tot ambassadeur in Japan (1955-1957) en vervolgens was hij ambassadeur in de Sovjet-Unie, Tsjecho-Slowakije en Polen (1957-1958). Van 1958 tot 1962 was hij vicepremier in verschillende regeringen en bekleedde daarnaast verscheidene ministersposten. Van 13 februari tot 6 augustus 1962 was hij minister-president. Na zijn premierschap was hij vicevoorzitter van de Kroonraad, een soort hogerhuis. In 1969 ging hij met pensioen en vestigde zich in Frankrijk.
In de jaren tachtig keerde Nhiek Tioulong weer terug op het politieke toneel toen hij op verzoek van Sihanouk toetrad tot FUNCINPEC, de royalistische guerrillabeweging die samenwerkte met de Rode Khmer tegen de regering van de Volksrepubliek Kampuchea en het Vietnamese Volksleger. In 1989 volgde hij Sihanouk op als voorzitter van FUNCINPEC. Hij bekleedde het voorzitterschap tot 1992. In 1993 werd hij raadsheer van koning Sihanouk.
Tioulong overleed op 9 juni 1996 in een ziekenhuis in Brits Hongkong.